# Мільмерсдорф
Мільмерсдорф (нім. Milmersdorf) — громада у Німеччині, у землі Бранденбург. 
Входить до складу району Уккермарк. Підпорядковується управлінню Герсвальде. Населення - 1 626 мешканців (на 31 грудня 2010). Площа - 62,85 км². Офіційний код  — 12 0 73 396. 
До складу Мільмерсдорфа входять 
- Алімбсмюле
- Аренснест
- Енгельсбург
- Гетшендорфі
- Грос Келпін
- Хаферкамп
- Ханвердер
- Хоенвальде
- Луізенхоф
- Мільмерсдорф
- Мільмерсдорфер Мюле
- Петерсдорф
- Петерсдорфер Зідлунг
- Шварцер Тангеро
- Зідлунг Шенберг

## Населення
| Рік  | Населення |
| ---- | --------- |
| 2005 | 1813      |
| 2010 | 1650      |